# Anilda Thomas
Anilda Thomas (Hindi अनिल्डा थॉमस; * 6. Mai 1993 in Kothamangalam, Kerala) ist eine ehemalige indische Sprinterin, die sich auf den 400-Meter-Lauf spezialisiert hat.

## Sportliche Laufbahn
Erste internationale Erfahrungen sammelte Anilda Thomas im Jahr 2014, als sie bei den Hallenasienmeisterschaften in Hangzhou in 56,08 s den vierten Platz über 400 Meter belegte. Im August startete sie mit der indischen 4-mal-400-Meter-Staffel bei den Commonwealth Games in Glasgow und wurde dort im Vorlauf disqualifiziert. 2016 nahm sie mit der Staffel an den Olympischen Sommerspielen in Rio de Janeiro teil und verpasste auch dort den Finaleinzug. Nachträglich wurde das indische Team wegen eines Dopingfalls disqualifiziert. Auch bei den Weltmeisterschaften 2017 in London wurde die indische Staffel wegen eines Dopingverstoßes von Nirmala Sheoran disqualifiziert. 2018 beendete Thomas ihre aktive sportliche Karriere im Alter von 25 Jahren.

## Persönliche Bestleistungen
- 400 Meter: 52,40 s, 29. April 2016 in Neu-Delhi